# Élisa Schlésinger
Pour les articles homonymes, voir Foucault, Judée (homonymie) et Schlesinger.
Élisa Schlésinger, née Foucault le 23 septembre 1810 à Vernon et morte le 11 septembre 1888 à Achern, est une femme française, connue pour être la muse de Gustave Flaubert tout au long de sa vie et le modèle de certains de ses personnages romanesques.

## Biographie

### Vie en France
Élisa Foucault est la fille d’un ancien officier de carrière. Elle quitte le couvent et épouse le 23 novembre 1829 à Vernon en premières noces Émile-Jacques Judée (né à Issoudun le 14 mars 1796), lieutenant du train des équipages. Il est envoyé en Algérie en 1830 et ne revient qu'en novembre 1835. À son retour en mauvaise santé, Élisa Foucault est déjà enceinte de Marie-Adèle-Julie-Monica par Maurice Schlesinger et celle-ci naît le 19 avril 1836 à Paris. L'enfant est reconnue par son père, mais déclarée « de mère inconnue », puisque Élisa Judée est toujours mariée, elle doit donc se sacrifier puisqu'elle n'est pas la gardienne légale de sa fille et se place sous la protection de Schlesinger pour éviter le scandale,. Son mari a disparu, selon un accord entre les deux hommes. Judée meurt en 1839. Le 5 septembre 1840, elle se marie en secret avec Schlesinger avec qui elle vit depuis huit ans déjà pour régulariser la situation. Un deuxième enfant naît, Adolphe, le 1er janvier 1842.
Maurice Schlésinger est un homme dur, volage et sans scrupules en affaires.

### Vie en Prusse
À la suite de difficultés financières de son mari, la famille rentre à Baden vers 1849.
En 1856, sa fille Marie Schlésinger se marie avec un architecte allemand à Stuttgart, Christian Friedrich von Leins (en).
Le 15 mars 1862, elle fait un premier séjour en maison de santé d'Illenau pour mélancolie et en ressort le 24 août 1863.
Le 12 juin 1872 son fils se marie à Paris,.
Elle retourne en maison de santé le 8 juillet 1875 et y meurt le 11 septembre 1888.

## Élisa Schlésinger et Gustave Flaubert
Élisa Schlésinger passe à la postérité pour avoir été l'objet de la passion de Gustave Flaubert tout au long de sa vie sentimentale pourtant tumultueuse,,.
Leur première rencontre eut lieu à Trouville-sur-Mer en août 1836,. Il avait 15 ans, Élisa Judée 26, et l'enfant d'Élisa quelques mois. Elle était déjà connue sous le nom de Mme Schlésinger, bien qu'elle ne fût pas encore remariée puisqu'elle n'était pas encore veuve. À cette époque, le divorce n'existait pas. En 1838, Flaubert publie Mémoires d'un fou, son premier roman de jeunesse, où transparaissent déjà des portraits d'Élisa Schlésinger.
Gustave Flaubert reste en contact avec cette famille et dine tous les mercredis soir à la table ouverte, des Schlésinger durant ses études de droit à Paris entre 1840 et 1843. Pour maintenir le contact avec Élisa Schlésinger, il entretient des relations épistolaires avec Maurice, le mari (mais à double lecture pour un cœur aimant), y compris après le départ définitif de la famille Schlésinger pour Baden en Allemagne. Il y racontera ses déboires juridiques après la publication de Madame Bovary, et restera aussi en contact avec le fils Schlésinger, à Paris.
En 1856, les époux Schlésinger invitent à plusieurs reprises Flaubert au mariage de leur fille mais il refuse,.
Dans une lettre à son ami Flaubert du 20 août 1863, Maxime du Camp, alors à Baden, annonce à Flaubert qu'Élisa Schlésinger est internée dans une maison de santé, atteinte de lypémanie.
Le 1er septembre 1864, Flaubert commence à écrire L'Éducation sentimentale après être retourné à Trouville pour raviver ses émotions. Il y exprime cet amour toujours comprimé en lui. Élisa Schlésinger lui inspire Madame Arnoux. En juillet 1865, Flaubert fait un séjour à Baden en même temps que Maxime du Camp et Amédée Achardet la revoit.
Élisa Schlésinger est veuve pour la seconde fois en avril 1871 et invite Gustave Flaubert à Baden. Celui-ci n'accepte pas l'invitation, la France ayant perdu la guerre franco-prussienne, il refuse d'y aller,.
À l'occasion de la succession de son mari, Élisa Schlésinger retourne à Trouville car ses deux enfants se disputent. Elle l'invite à Trouville initialement mais la visite au romancier se produit à Croisset le 8 novembre 1871,. La dernière lettre qui lui est adressée de Flaubert est datée du 8 octobre 1872 et nous montre comment il lui écrit.

« L’avenir pour moi n’a plus de rêves, mais les jours d’autrefois se représentent comme baignés d’une vapeur d’or. Sur ce fond lumineux où de chers fantômes me touchent les bras, la figure qui se détache le plus splendidement, c’est la vôtre, oui la vôtre ! Ô pauvre Trouville !… »

Les lettres entre Flaubert et elle révèlent des sentiments forts et cependant contenus.